# Esperanza (Cerro Largo)
Esperanza es una localidad del departamento de Cerro Largo, en Uruguay.

## Ubicación
La localidad se encuentra situada en la zona suroeste del departamento de Cerro Largo, sobre la cuchilla Grande, junto al límite con el departamento de Treinta y Tres. Se accede a ella por camino vecinal desde la localidad de Santa Clara de Olimar, de la cual dista 3 km (kilómetros).

## Población
De acuerdo con el censo de 2011, la localidad contaba en ese año con una población de 26 habitantes.
| 83            | 53 | 44 | 30 | 27 | 26 |
| (Fuente: INE) |    |    |    |    |    |